# Lahm (Familienname)
Lahm ist ein deutscher Familienname.

## Namensträger
- David Lahm (* 1940), US-amerikanischer Jazzmusiker
- Philipp Lahm (* 1983), deutscher Fußballspieler
- Sabine Lahm, deutsche Sängerin und Musikpädagogin
- Samuel Lahm (1812–1876), US-amerikanischer Politiker
- Thorsten Lahm (* 1969), deutscher Fußballspieler
- Wilhelm Lahm (1889–1975), deutscher Radiologe